# General Heleno
Augusto Heleno Ribeiro Pereira GCMM • OMJM • ORB (Curitiba, 29 de outubro de 1947), mais conhecido no meio político por General Heleno, é um general de exército da reserva do Exército Brasileiro. Foi ministro-chefe do Gabinete de Segurança Institucional da Presidência da República no governo Jair Bolsonaro, de 2019 a 2022. É filiado ao Partido Renovação Democrática (PRD).
Filho de Ary de Oliveira Pereira e Edina Ribeiro Pereira, é casado com Sonia Pereira. Foi comandante militar da Amazônia e Chefe do Departamento de Ciência e Tecnologia do Exército. Tem posições claramente críticas com relação às políticas oficiais, particularmente no que se refere à atitude da comunidade internacional com relação ao Haiti e à política indigenista do governo brasileiro. Durante a Ditadura Militar, era capitão do EB e pertencia à "linha dura" do regime, que era contra a democratização.
Atualmente é investigado, junto a outros ex-integrantes do governo Bolsonaro, como suspeito de participação em um plano de golpe de Estado. Em 21 de novembro de 2024, foi indiciado formalmente.

## Carreira militar

### Ditadura Militar
Estudou no Colégio Militar do Rio de Janeiro entre 1959 e 1965. Durante a ditadura militar brasileira, foi promovido a coronel pelo presidente Emílio Médici. Em 1977, foi nomeado ajudante de ordens de Sylvio Frota, sendo adepto do "frotismo", da "linha dura" do Exército e apoiando a incitação do alto comando deste contra o Gal. Ernesto Geisel, que liderava o processo de democratização e abertura econômica do Brasil. Em 1984, foi Conselheiro Fiscal da chapa do general de três estrelas Tasso Villar de Aquino para a presidência do Clube Militar. A chapa era governista e disputava a presidência contra a chapa Soberania Nacional, feita por militares contestadores e indisciplinados. A chapa teve o apoio do Ministro do Exército Walter Pires de Carvalho e Albuquerque e do presidente João Figueiredo e ganhou.
Heleno era instrutor da Academia Militar das Agulhas Negras (AMAN), e ainda fez cursos de educação física, paraquedismo militar, mestre de salto e operações na selva. Ainda no final dos anos 1970, Heleno e o Jair Bolsonaro se conheceram na AMAN.
Em 1978, cursou a Escola de Aperfeiçoamento de Oficiais (EsAO), na turma de cavalaria. Em 1981, foi nomeado assessor de educação física na Missão Militar Brasileira de Instrução no Paraguai. Ele também atuou como oficial de Relações Públicas. Entre 1985 e 1986, estudou na Escola de Comando e Estado-Maior do Exército (ECEME), onde recebeu a medalha Marechal Hermes de prata dourada com três coras por se formar em primeiro em sua turma.

### Redemocratização
Foi chefe da seção de planejamento e ligação com a V Força Aérea na Brigada de Infantaria Paraquedista. Em 1989, foi  assistente no gabinete do ministro do Exército, Leônidas Pires Gonçalves. Nesta época, também mantinha contato com a Centro de Comunicação Social do Exército (CComSEx) e escrevia artigos para o Noticiário do Exército e a Revista Verde-Oliva. Em 1990, trabalhou no Gabinete Militar da presidência da república, durante o governo de Fernando Collor de Mello. Como coronel, comandou a Escola Preparatória de Cadetes do Exército, em Campinas, no período de 29 de janeiro de 1994 a 13 de abril de 1996. Em seguida, foi adido militar da Embaixada do Brasil em Paris, acreditado também em Bruxelas. Como oficial-general, foi comandante da 5ª Brigada de Cavalaria Blindada e do Centro de Capacitação Física do Exército, chefe do Centro de Comunicação Social do Exército e do Gabinete do Comandante do Exército. Também comandou o Centro de Capacitação Física do Exército e, entre 2002 e 2004, o CComSEx.
Admitido à Ordem do Mérito Militar como Cavaleiro ordinário, foi promovido a Oficial em 1992, a Comendador em 1999, a Grande-Oficial em 2003 e a Grã-Cruz em 2007.

### MINUSTAH

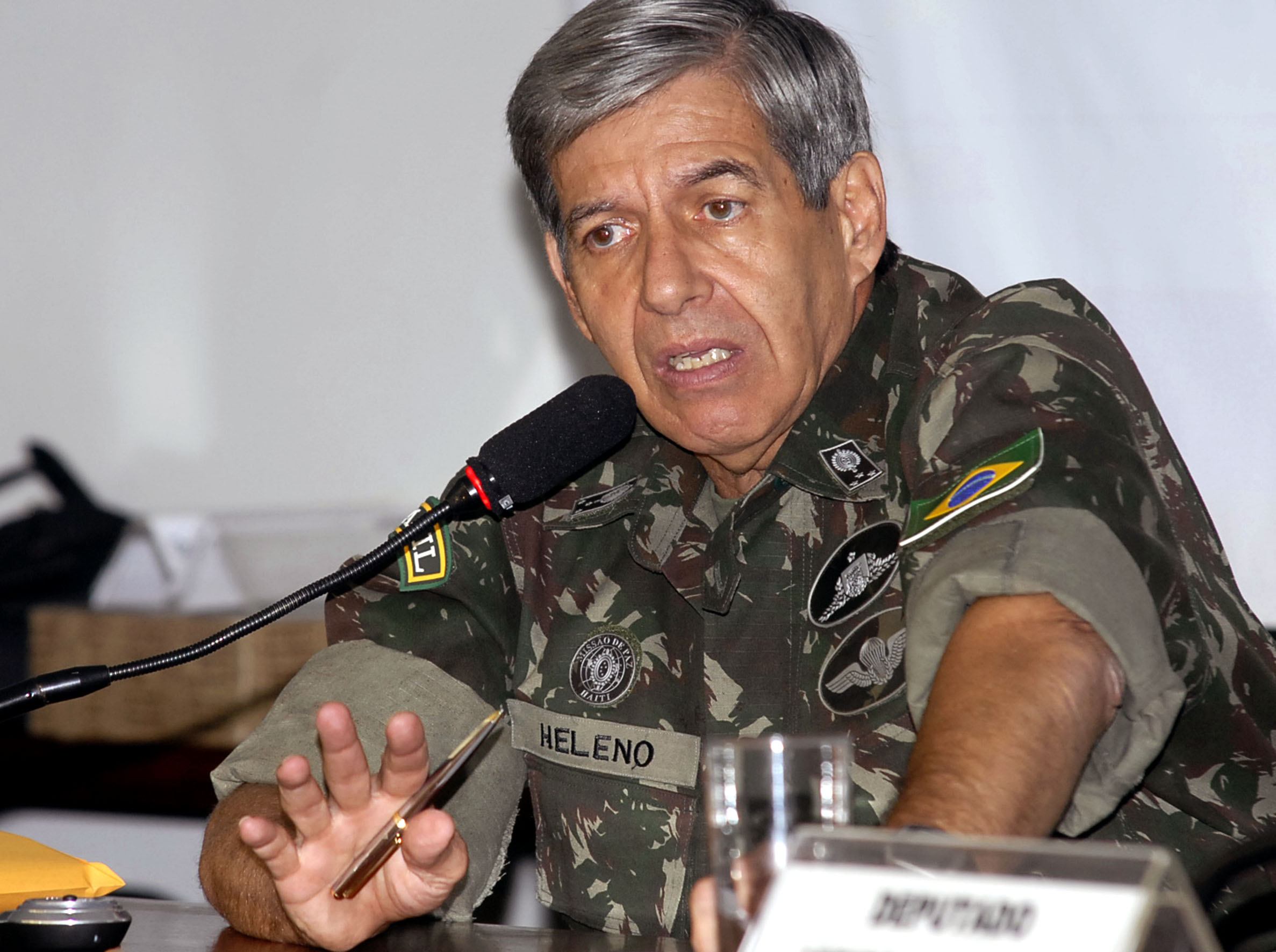
O general Augusto Heleno Ribeiro, ex-comandante da Força Militar da Missão das Nações Unidas (ONU) para estabilização no Haiti e ex-comandante militar da Amazônia em 2007.

De junho de 2004 a setembro de 2005, foi o primeiro comandante militar da Missão das Nações Unidas para a Estabilização no Haiti (MINUSTAH). De acordo com Heleno, ele estava por acaso na sala do comandante do Exército Francisco Roberto de Albuquerque quando o chefe do Comando Sul dos Estados Unidos, James Hill, ligou informando sobre a indicação do Brasil para comandar a missão, e ele se voluntariou na hora. A MINUSTAH  constituída de um efetivo de 6,250 capacetes azuis de treze países, dos quais sete latino-americanos. Da mesma forma que o embaixador chileno Juan Gabriel Valdés, representante especial do secretário-geral da ONU e chefe da missão, e dos governos de países latinos, o general Heleno expressou sua discordância quanto à estratégia adotada pela comunidade internacional em relação ao Haiti. Ele era visto pelos haitianos como uma voz moderada no início da MINUSTAH.
Em 6 de julho de 2005, liderou a Operação Punho de Ferro, com o objetivo de matar Emmanuel "Dread" Wilmer. Ao fim da operação, foi dito que apenas 6 pessoas morreram, mas estima-se que tenham morrido ao menos 70 pessoas, incluindo mulheres e crianças. O então presidente Luiz Inácio Lula da Silva afastou Augusto Heleno do comando da MINUSTAH por pedido da Comissão Interamericana de Direitos Humanos. Foi sucedido pelo general Urano Teixeira da Mata Bacelar, que acabaria por suicidar-se em Porto Príncipe, quatro meses depois, em janeiro de 2006. Ainda em 2006, deu uma palestra na polêmica Escola das Américas. Heleno admitiu que deu ordens para atirar nas pessoas que vinham buscar os corpos, durante a MINUSTAH. Quando questionado pela fala, Heleno afirmou que os soldados apenas reagiam aos tiros disparados pelas pessoas que vinham buscar os corpos.

### Primeiro governo Lula
No período de 14 de setembro de 2007 a 6 de abril de 2009, exerceu a função de Comandante Militar da Amazônia.
Como comandante militar da Amazônia, o general Heleno contestou a política indigenista do governo Lula, que qualificou de "lamentável para não dizer caótica", durante palestra no Clube Militar, no Rio de Janeiro, à época da  demarcação da terra indígena de Raposa/Serra do Sol. Afirmou que os índios "gravitam no entorno dos nossos pelotões porque estão completamente abandonados". Um pouco antes da afirmação, a Polícia Federal (PF) preparou uma operação para retirar os não-indígenas da terra, a pedido do Supremo Tribunal Federal (STF). Na ocasião, Mário Madureira, chefe do Estado-Maior do Comando Militar do Leste, o Clube Militar, o Clube da Aeronáutica, políticos como José de Anchieta Júnior, governador de Roraima, Rodrigo Maia, presidente do Democratas e o deputado federal Paulo Renato Souza, e jornalistas como Arnaldo Jabor, colunista da TV Globo, e Reinaldo Azevedo, colunista da Revista Veja, defenderam a declaração de Heleno. Após a fala, Lula se reuniu com o Ministro da Defesa Nelson Jobim e o comandante do Exército Enzo Martins Peri e cobrou explicações. Heleno, então, foi retirado como a primeira opção do governo em uma eventual promoção para comandante do Exército.
Sua última função no serviço ativo foi a de chefe do Departamento de Ciência e Tecnologia (DTC). Em 9 de maio de 2011, numa cerimônia no Quartel General do Exército em Brasília, passou para a reserva, após 45 anos de vida militar. Nessa mesma ocasião, defendeu a ditadura militar de 1964.

## Vida após a transferência para a reserva
Atuou como consultor de segurança e assuntos militares do Grupo Bandeirantes de Comunicação, onde também colaborava com comentários na programação das emissoras.
Em agosto de 2011, exerceu o cargo de diretor de comunicação e educação corporativa do COB (Comitê Olímpico Brasileiro). Durante sua gestão, apoiou a participação de militares em esportes de alto rendimento. Demitiu-se após a prisão preventiva do diretor do órgão, Carlos Arthur Nuzman durante a Operação Unfair Play. Heleno afirmou que o motivo seria que voltaria a morar em Brasília. Em 2019, foi questionado pelo seu salário de aproximadamente  R$ 55 mil, Heleno afirmou que recebeu seu salário pelo bom trabalho que realizou na COB, e tinha vergonha dos R$ 19 mil que recebia do Exército.

### Governo Bolsonaro

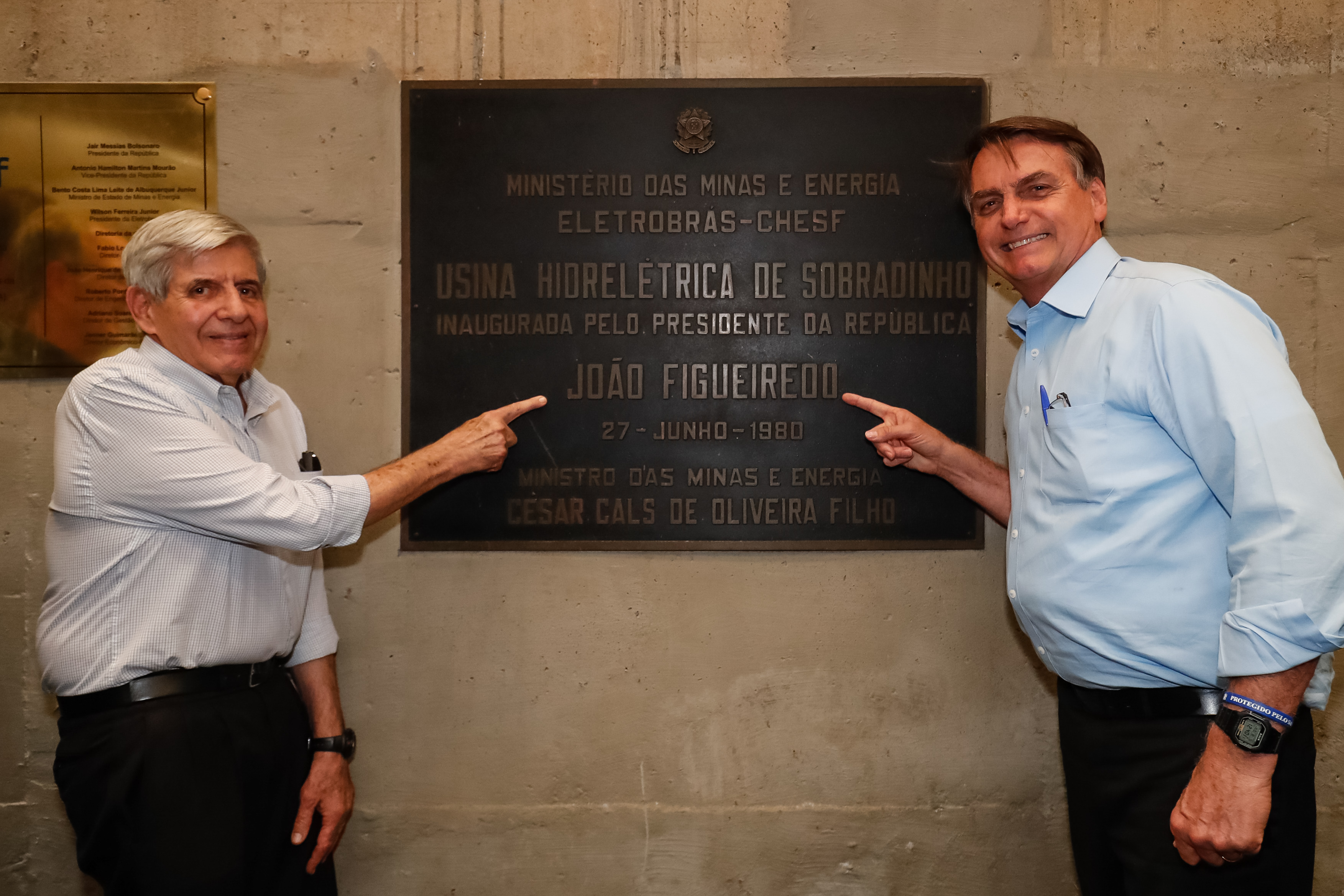
Durante o governo Bolsonaro, Heleno foi Ministro do Gabinete de Segurança Institucional (GSI).

Heleno foi um grande apoiador de Bolsonaro durante a eleição presidencial de 2018. Ele precisou depor para o STF em um inquérito sobre a intervenção de Bolsonaro na PF.
Em 18 de julho de 2018, circulou a notícia que seria indicado como candidato à vice-presidência da República, na chapa de Jair Bolsonaro. O general negou a candidatura, por não ser de interesse de seu partido, mas continuou a apoiar a candidatura do deputado à presidência da República, atuando como assessor de campanha de Bolsonaro. Foi chamado para ser seu ministro da Defesa, no entanto, dez dias depois confirmou que Bolsonaro o havia escolhido para o comando do Gabinete de Segurança Institucional da Presidência da República. Ele também atuou como secretário-executivo do Conselho de Defesa Nacional. Quando iniciou sua gestão, afirmou que Dilma Rousseff havia "derretido" o GSI, e seu foco seria resgatar o serviço de inteligência.
Durante o governo, foi o que mais recebeu aumento salarial após portaria assinada pelo presidente. Seu salário era de R$ 866 mil, R$ 342 mil acima do teto constitucional. Seu nome também constava como marechal no Portal da Transparência, junto com Edson Leal Pujol, Joaquim Silva e Luna, Sérgio Etchegoyen e o torturador Carlos Alberto Brilhante Ustra. O fato foi publicado na imprensa com o nome "Farra dos Marechais". A patente, porém, é reservada apenas para generais que participaram de guerras. Ao todo, Heleno recebeu um salário de R$ 30.615,80. O Exército respondeu que o posto era correspondente ao valor do salário, e não a patente real do militar. O nome de Heleno foi incluído pois antes da assinatura da MP n° 2215-10/2001, os militares que iam para a reserva tinham o direito de receber o salário de uma patente acima da sua.
Embora negue ser eminência parda de Bolsonaro, é conselheiro político deste. Também rejeita ser um Golbery do Couto e Silva, general muito influente durante a ditadura militar.
Em 26 de junho de 2019, após a prisão do sargento Manoel Silva Rodrigues na Espanha, que foi flagrado levando 39 kg de cocaína em avião da FAB em encontro do G20 no Japão, declarou que não havia como detectar a droga antes da viagem e que esta não era a função do GSI. Para a imprensa japonesa, declarou que foi falta de sorte que o general foi pego depois da partida da missão.
Ainda em 2019, de acordo com o Tribunal de Contas da União, a parte comitiva de viagem de Jair Bolsonaro no Catar foram presenteados com relógios de luxo Hublot e Cartier, que valiam até R$ 53 mil. Heleno recebeu um rolex, mas afirmou durante a CPMI do Golpe que o devolveu. Também afirmou que os presentes haviam sido aprovados pelo Comitê de Ética da Presidência.
Em 22 de maio de 2020, Heleno assinou um documento intitulado "nota à nação brasileira", onde dizia que a apreensão do celular de Bolsonaro era "inconcebível", já que a mesma deveria ser feita pela Procuradoria-Geral da República (PGR), e o ato seria uma interferência de um poder público sobre o outro que traria "consequências imprevisíveis para a estabilidade nacional". Na época, o Ministro do STF Celso de Mello, que investigava a suposta interferência de Bolsonaro na PF, havia enviado três notícias-crime por partidos de oposição à PGR, que, entre outras coisas, pedia a apreensão do celular, mas ele não havia ordenado de fato a apreensão. Felipe Santa Cruz, presidente da Ordem dos Advogados do Brasil, se manifestou contra a nota, pedindo para que Heleno saísse do ano de 1964 e tentasse contribuir com o ano de 2020. No dia 24, o procurador-geral Augusto Aras pediu a abertura de uma apuração preliminar para verificar a conduta de Augusto Heleno.
Em 2021, após pedidos da Agência Nacional de Mineração (ANM), Augusto Heleno liberou sete projetos de pesquisa de ouro em São Gabriel da Cachoeira, na fronteira do Brasil com a Colômbia e a Venezuela. A cidade é a mais indígena do Brasil, e um dos últimos lugares que não sofre com desmatamento elevado. Após a divulgação pelo jornal Folha de S.Paulo, Heleno defendeu a ação, dizendo que estava dentro dos interesses do país. O Ministério Público Federal no Amazonas (MPF-AM) abriu um procedimento para apurar as autorizações e diversos políticos, como Eliziane Gama (Cidadania-MA), Paulo Teixeira (PT-SP), Marcelo Freixo (PSB-RJ) e a bancada do PSOL anunciaram que entrariam com ações contra a decisão. A Comissão de Fiscalização Financeira e Controle da Câmara aprovou requerimento covidando Augusto Heleno para prestar esclarecimentos sobre o projeto, e o governo cancelou as autorizações.
Em 2023, 17 dias antes de sair do cargo, Augusto Heleno entrou em outra polêmica com o garimpo, quando autorizou a exploração de ouro em Iracema, área vizinha da terra yanomami, em Roraima. A beneficiária, Creusa Buss Melotto, é uma mulher condenada por tráfico de drogas e denunciada ao MP por suspeita de receptação de pneus roubados. Heleno foi denunciado à PGR por Luciene Cavalcante (PSOL-SP).
Mesmo após Bolsonaro perder a eleição presidencial de 2022, Heleno se manteve no cargo até a troca de governo. Ainda durante sua gestão, bolsonaristas acamparam na frente do Quartel-General do Exército pedindo um golpe de estado para restaurar Bolsonaro ao poder. O jornal Agência Pública revelou que entre os acampamentos golpistas e a invasão da Praça dos Três Poderes, o GSI recebeu a visita de diversos bolsonaristas, como Romário Garcia Rodrigues, vulgo Gay Nordestino Bolsonariano, a empresária Taís Avelar Numeriano de Sá, e Michel Ivono e Santos Fontes, youtuber dono do canal Michel Notícias. Também, diversos políticos e militares de extrema-direita visitaram o GSI, como Carlos Jordy (PL-RJ), Humberto Francisco Madeira Mascarenhas, militar da reserva que assinou documento golpista, Dr. Luiz Ovando (PP-MS), Rodrigo de Castro (União-MG), Aécio Neves (PSDB), e a assessora parlamentar de Fernando Collor (PTB-AL).

#### Investigado por tentativa de golpe de Estado
Em 1 de janeiro de 2023, foi exonerado do GSI pelo ex-vice-presidente Hamilton Mourão. Seu aliado, Adriano de Souza Azevedo, também foi exonerado pelo Ministro da Casa Civil Rui Costa.
Heleno foi convidado para prestar depoimento por Fábio Félix (PSOL) no dia 15 de março de 2023 para a CPMI do Golpe por ter sido citado várias vezes por alguns dos envolvidos na tentativa de golpe de estado contra o recém-empossado governo Lula. A investigação também concluiu que havia diversos membros do GSI nos acampamentos golpistas, além de ter imcorporado as visitas feitas ao GSI reveladas pela Agência Pública. Heleno negou ir depor alegando que foi aconselhado a não "colocar mais gasolina" e deputados bolsonaristas afirmaram que ele estava com a saúde fragilizada. Porém, foi convocado novamente para depor no dia 27 de abril.
Foi convocado novamente no dia 26 de setembro na condição de testemunha, após Mauro Cid afirmar para a Polícia Federal (PF) durante sua delação premiada que participou em novembro 2022 de reunião onde Bolsonaro discutiu a possibilidade de um golpe de estado com os comandantes das Forças Armadas. Porém, sua defesa pediu ao STF para não comparecer pois os autos tinham teor acusativo. Heleno precisou comparecer, mas o ministro Cristiano Zanin o autorizou a ir acompanhado de seu advogado e de se manter em silêncio. Durante seu depoimento, Heleno foi aplaudido pela oposição e disse não ter relação com a investigação. Também tentou minimizar a participação dos outros militares na tentativa de golpe. Porém, manteve-se em silêncio quando perguntado se havia participado de reunião com o hacker Walter Delgatti sobre tentativa de invadir as urnas eletrônicas e sobre a reunião golpista com outros membros das Forças Armadas. Heleno também afirmou que Mauro Cid não participava de reuniões com os Ministros, mas sua fala foi desmentida pelo deputado Rogério Correia (PT-MG), que mostrou foto de Cid com os comandantes das Forças Armadas no Palácio do Planalto em 2019. Além disso, afirmou que não politizou o GSI e que o acampamento na frente do QG do Exército tinha atividades ordeiras.
Heleno também precisou depor na CPI dos Atos Antidemocráticos da Câmara Legislativa do Distrito Federal. No dia 1 de julho de 2023, negou sua participação na tentativa de golpe. Ele também afirmou que o uso da palavra "golpe" era errôneo, já que para ter um golpe precisaria haver um líder.
Heleno foi convocado para prestar depoimento em 5 de fevereiro de 2024. A convocação se deu após a delação de Alexandre Ramagem sobre a Abin paralela, onde afirmou que, apesar de ser subordinado de Heleno, recebia ordens diretas de Bolsonaro.
A Polícia Federal deflagrou no dia 8 de fevereiro de 2024 a Operação Tempus Veritatis para apurar organização criminosa que atuou na tentativa de golpe de Estado e abolição do Estado Democrático de Direito, para obter vantagem de natureza política com a manutenção do então presidente da República no poder. Augusto Heleno, bem como outros militares e políticos, foi um dos 33 alvos de busca e apreensão.
Em 21 de novembro de 2024, foi indiciado junto de Jair Bolsonaro e ex-integrantes de seu governo por abolição violenta do estado democrático de direito, golpe de estado e organização criminosa.
No dia 18 de fevereiro de 2025, o PGR apresentou denúncia contra Bolsonaro e outras pessoas, com base no relatório da PF sobre o caso. Heleno foi acusado de golpe de estado, abolição violenta do Estado Democrático de Direito e organização criminosa. Em 26 de março a primeira turma do STF aprova por unanimidade a denúncia da PGR e Heleno foi considerado um dos oito réus, incluindo o próprio ex-presidente Jair Bolsonaro, por tentativa de golpe de estado.
Em 10 de junho de 2025, durante sessão da Primeira Turma do Supremo Tribunal Federal (STF), Augusto Heleno foi interrogado no inquérito que investiga um suposto golpe de Estado após as eleições de 2022. Representado pelo advogado Matheus Milanez, ele exerceu o chamado “silêncio parcial”, respondendo somente às perguntas formuladas por sua defesa e optando por não responder aos questionamentos do relator, ministro Alexandre de Moraes. O relator havia informado que seria ouvido mesmo em caso de invocação do direito ao silêncio, inclusive sobre temas como uso da Agência Brasileira de Inteligência (Abin), narrativa sobre fraude nas urnas eletrônicas e anotações referentes a um possível "gabinete de crise".

## Opiniões

### Imprensa
O general Heleno se diz descrente com a imprensa. Em uma entrevista concedida por telefone ao periódico O Estado de S. Paulo no dia 31 de outubro de 2019, declarou sobre as recentes manifestações no Chile e sobre a recente controvérsia do deputado federal Eduardo Bolsonaro:

O que a imprensa noticia normalmente não é a verdade. Isso a gente já se acostumou no Brasil. A imprensa não está acostumada a falar a verdade. Ela torce para o lado que ela quer. Notícia de jornal, televisão, é toda manipulada [...] Estou fora há 10 dias. Não tenho ainda informações seguras sobre o que houve no Chile. Hoje em dia não acredito em nada da imprensa.

### Ditadura Militar
Durante a Ditadura Militar de 1964, foi parte da ala governista do regime. Após o fim da ditadura, se tornou um revisionista histórico. Em novembro de 2019, ele discutiu com Sâmia Bomfim (PSOL-SP) em uma audiência pública na Câmara dos Deputados. Segundo ele, a ditadura militar brasileira evitou que o país virasse uma "grande Cuba" e que a anistia "levou uma terrorista à Presidência da República (…) Há duas visões da História do Brasil. Para mim, não foi golpe, foi contrarrevolução. Se não houvesse contrarrevolução, hoje seríamos Cuba. A sua posição é a posição que a esquerda adotou. Essa radicalização política não interessa a ninguém." Em discussão com o deputado distrital Gabriel Magno (PT), reafirmou que a ditadura salvou o Brasil do comunismo e negou que o regime teria matado milhares de pessoas. Durante a CPMI do Golpe, quando perguntado se havia defendido o golpe de 64, Heleno manteve-se em silêncio.

### Segurança Pública
Foi um grande apoiador da Intervenção Federal no Rio de Janeiro, e elogiou a atuação do comandante Braga Netto, afirmando que seus métodos pareciam com a atuação da MINUSTAH no Haiti. Também criticou o Judiciário por dificultar a atuação das Forças Armadas. Em 2018, apoiou a ideia do então governador do Rio de Janeiro, Wilson Witzel, de posicionar francoatiradores na cidade para abater criminosos.

### Pandemia de COVID-19
Heleno apoiou a reabertura do comércio e do "isolamento vertical", isolamento social apenas das pessoas com mais de 60 anos, durante a pandemia de COVID-19.

### Floresta Amazônica
Heleno acredita que o Brasil deve integrar plenamente a Floresta Amazônica ao território nacional com a colonização para que ela não possa ser usada para interesses estrangeiros, como o uso de seus recursos naturais e do território para o narcotráfico. Ele também acredita que as Organizações Não Governamentais estrangeiras que atuam na Amazônia manipulam os povos indígenas para que sejam demarcadas terras perto de reservas minerais para impedir que o Brasil as explore. Foi crítico da política ambientalista de Lula e apoiou a militarização das reservas indígenas, citando diversos conflitos na América Latina que poderiam resultar em guerra.
Heleno apoiou a política ambiental do governo Bolsonaro. Entre suas afirmações, está a de que o número de incêndios na Floresta Amazônica era exagerado e que as denúncias contra a gestão do governo tinham cunho ideológico.

### Partido dos Trabalhadores (PT)
Heleno declarou publicamente ter horror ao PT e que nunca gostou de Dilma e de Lula.
Ele é ressentido com Lula por não ter se tornado comandante do Exército. De acordo com ele, sua transferência para o DCT foi um castigo “por decisão do comandante supremo [Lula]. Eu me tornara o exemplo típico do homem errado no lugar errado”. Entre suas afirmações, está a de que "infelizmente" Lula não estava doente. Em outra ocasião, quando Lula questionou a facada que Bolsonaro levou durante as eleições, Heleno o chamou de canalha e pediu por sua prisão perpétua.

## Prêmios e condecorações
- Medalha Marechal Hermes de prata dourada (1986)[1]
- Prêmio Faz Diferença (2004)[87]